# Micoureus
Micoureus är ett släkte pungråttor som förekommer i Central- och Sydamerika.

## Beskrivning
Arterna påminner om möss men det finns ingen närmare släktskap mellan djurgrupperna. Honor har 9 till 15 spenar på buken men de saknar pung (Marsupium). Den jämförelsevis tjocka pälsen är på ovansidan grå till brun och på buken ljusare till vitaktig. Kroppslängden ligger mellan 12 och 22 cm och därtill kommer en 17 till 27 cm lång svans.
Den mest kända arten, Micoureus demerarae, har en vikt mellan 50 och 230 gram. Den vistas främst i regnskogen och går på marken eller klättrar i växtligheten. Arten är aktiv på natten och livnär sig av insekter och frukter. Honan bygger bon av löv.

## Arter och utbredning
Arterna listades ursprungligen i släktet dvärgpungråttor (Marmosa) men flyttades under början av 1990-talet till ett eget släkte. Micoureus skiljer sig från Marmosa i skallens konstruktion och släktet saknar en körtel vid strupen som finns hos Marmosa. Beroende på auktoritet skiljs mellan fyra och sex arter.
- Micoureus alstoni hittas från Belize till Colombia.
- Micoureus constantiae lever mellan centrala Brasilien och norra Argentina.
- Micoureus demerarae förekommer från Venezuela till Paraguay.
- Micoureus regina finns i nordvästra Sydamerika.
- Nyare avhandlingar listar ytterligare två arter, Micoureus paraguayanus och Micoureus phaeus.

IUCN listar nästan alla arter som livskraftiga (LC), bara Micoureus phaeus betraktas som sårbar (VU).